# MS-CHAP
MS-CHAP (англ. Microsoft Challenge Handshake Authentication Protocol) - протокол, розроблений корпорацією Microsoft для виконання процедур перевірки автентичності віддалених робочих станцій Windows. Протокол підтримує функціональні можливості, звичні користувачам локальних мереж, і інтегрує алгоритми шифрування і хешування, діючі в мережах Windows. Для проведення перевірки автентичності без передачі пароля протокол MS-CHAP, як і CHAP, використовує механізм «виклик-відповідь».
Протокол MS-CHAP генерує запит і відповідь за допомогою алгоритму хешування MD4 (англ. Message Digest 4) і алгоритму шифрування DES (англ. Data Encryption Standard); передбачені також механізми повернення повідомлень про помилки підключення та можливості зміни пароля користувача. Відповідь пакет використовує спеціальний формат, призначений для використання мережними засобами систем Windows 95, Windows 98, Windows Millennium Edition, Windows NT, Windows 2000 і Windows XP.
CHAP аутентифікація відбувається таким чином - при встановленні PPP-з'єднання віддалена сторона пропонує нам аутентифікацію CHAP. Ми погоджуємося, і віддалена сторона висилає нам ключ (challenge), що з випадкової послідовності символів, і своє ім'я. Ми беремо MD4 хеш від нашого пароля і присланий ключ і проганяємо їх через алгоритм MD5. Одержаний результат висилаємо разом зі своїм ім'ям. Віддалена сторона, знаючи наш пароль і висланий її ключ, у свою чергу, робить те ж саме у себе, і якщо її результат збігається з надісланим нами, то аутентифікація вважається успішною. Таким чином, пароль не передається у відкритому вигляді, але віддалена сторона повинна зберігати наш пароль у відкритому вигляді.

## Криптоаналіз і атаки
У MS-CHAPv2 існує декілька вразливостей, деякі з яких сильно зменшують складність атаки brute-force на сучасному обладнанні.
- Cryptanalysis of Microsoft's PPTP Authentication Extensions (MS-CHAPv2) [Архівовано 3 квітня 2015 у Wayback Machine.], Bruce Schneier та ін.
- Exploiting known security holes in Microsoft's PPTP Authentication Extensions (MS-CHAPv2) [Архівовано 12 червня 2020 у Wayback Machine.], Jochen Eisinger

У 2012 було показано що злом MS-CHAPv2 еквівалентний підбору єдиного ключа DES. Серед виявлених недоліків - одне з трьох шифрування DES має ключ довжиною не 7 байт, а всього 2 байти.
- Divide and Conquer: Cracking MS-CHAPv2 with a 100% success rate, Moxie Marlinspike.

На апаратному комплексі виробництва Pico Computing, що складається з 48 ПЛІС з 40 ядрами DES на 450 МГц в кожному, підбір ключа займає менше доби.